# Heracleum souliei
Heracleum souliei är en flockblommig växtart som beskrevs av H.Boissieu. Heracleum souliei ingår i släktet lokor, och familjen flockblommiga växter. Inga underarter finns listade i Catalogue of Life.